# Afrim Tovërlani
Afrim Tovërlani (Priština, 17. siječnja 1967.), kosovski nogometaš i nogometni trener. Igrao za kosovske klubove Prištinu i Flamurtari. Trenirao Prištinu 2007. – 2009., 2012. godine i kosovski Feronikeli iz Glogovca 2015. – 2017. godine.
Odigrao prijateljsku utakmicu za kosovsku reprezentaciju protiv Albanije 14. veljače 1993. godine.
Bio je športski urednik kosovskog dnevnog lista Express.